# Aphanocalyx
Aphanocalyx es un género de plantas de la subfamilia Caesalpinioideae en la familia de las legumbres, Fabaceae. Es originario de zonas tropicales de África. Comprende 30 especies descritas y de estas, solo 15 aceptadas.

## Taxonomía
El género fue descrito por Daniel Oliver y publicado en Hooker's Icones Plantarum 1870.

## Especies aceptadas
A continuación se brinda un listado de las especies del género Aphanocalyx aceptadas hasta julio de 2014, ordenadas alfabéticamente. Para cada una se indica el nombre binomial seguido del autor, abreviado según las convenciones y usos.	
- Aphanocalyx cynometroides Oliv.
- Aphanocalyx djumaensis (De Wild.) J.Léonard
- Aphanocalyx hedinii (A.Chev.) Wieringa
- Aphanocalyx heitzii (Pellegr.) Wieringa
- Aphanocalyx jenseniae (Gram) Wieringa
- Aphanocalyx ledermannii (Harms) Wieringa
- Aphanocalyx libellula Wieringa
- Aphanocalyx margininervatus J.Léonard
- Aphanocalyx microphyllus (Harms) Wieringa
- Aphanocalyx obscurus Wieringa
- Aphanocalyx pectinatus (A.Chev.) Wieringa
- Aphanocalyx pteridophyllus (Harms) Wieringa
- Aphanocalyx richardsiae (J.Léonard) Wieringa	 		TA
- Aphanocalyx trapnellii (J.Léonard) Wieringa